# Canton de Nort-sur-Erdre
Le canton de Nort-sur-Erdre est une circonscription électorale française, située dans le département de la Loire-Atlantique (région Pays de la Loire).
À la suite du redécoupage cantonal de 2014, les limites territoriales du canton sont remaniées. Le nombre de communes du canton passe de 6 à 14.

## Histoire
Par décret du 25 février 2014, le nombre de cantons du département est divisé par deux, avec mise en application aux élections départementales de mars 2015. Le canton de Nort-sur-Erdre est conservé et s'agrandit. Il passe de 6 à 14 communes.

## Représentation

### Conseillers généraux de 1833 à 2015
| Période | Période       | Identité                                 | Étiquette           | Qualité |
| ------- | ------------- | ---------------------------------------- | ------------------- | --- |
| 1833    | 1848          | Auguste Garnier                          |                     | Négociant à Nantes Président du Tribunal de commerce                                                                 |
| 1848    | 1852          | Joseph Amaury de Goyon Matignon de Marcé |                     | Propriétaire à Petit-Mars et à Joué-sur-Erdre                                                                        |
| 1852    | 1859 (décès)  | Auguste Garnier                          | Majorité dynastique | Négociant, armateur, Président de la Chambre de commerce de Nantes Maître de forges, député (1852-1859)              |
| 1859    | 1874          | Prosper Coinquet fils                    |                     | Avocat, compositeur Propriétaire du château du Port-Mulon, maire de Nort-sur-Erdre                                   |
| 1874    | 1880          | Charles Marie Gaschignard                | Droite              | Notaire, maire d'Héric                                                                                               |
| 1880    | 1883 (décès)  | Jean-Baptiste Ganuchaud                  |                     | Notaire à Nort-sur-Erdre, frère du maire de Saint-Mars-du-Désert                                                     |
| 1883    | 1887          | Prosper Coinquet                         |                     | Avocat, compositeur Propriétaire du château du Port-Mulon, maire de Nort-sur-Erdre                                   |
| 1887    | 1889          | Charles Marie Gaschignard                | Droite              | Notaire, maire d'Héric, conseiller d'arrondissement                                                                  |
| 1889    | 1892 (décès)  | Prosper Coinquet                         |                     | Avocat, compositeur Propriétaire du château du Port-Mulon, maire de Nort-sur-Erdre                                   |
| 1892    | 1898          | François Xavier Dupas (1855-1921)        | Républicain         | Médecin à Nort-sur-Erdre                                                                                             |
| 1898    | 1910          | Ludovic Clénet                           | Républicain         | Propriétaire à Nort-sur-Erdre                                                                                        |
| 1910    | 1919          | Georges Ganuchaud                        |                     | Maire de Saint-Mars-du-Désert, propriétaire à la Rimbertière                                                         |
| 1919    | 1921 (décès), | François Xavier Dupas                    | Républicain         | Médecin, maire de Nort-sur-Erdre                                                                                     |
| 1921    | 1940          | Joseph Tardiveau (?-1944)                | URD                 | Médecin Maire de Nort-sur-Erdre, conseiller d'arrondissement                                                         |
|         |               |                                          |                     | |
| 1943    | 1945          | Louis Thébaud (1894-1951)                |                     | Charron Maire d'Héric Nommé conseiller départemental en 1943                                                         |
|         |               |                                          |                     | |
| 1945    | 1949          | Joseph Tardiveau (1910-1992)             | MRP                 | Médecin Maire de Nort-sur-Erdre                                                                                      |
| 1949    | 1967          | Constant du Bois de Maquillé (1885-1977) | DVD                 | Colonel d'artillerie Maire de Nort-sur-Erdre                                                                         |
| 1967    | 1998          | Louis Briot                              | UDF puis DVD        | Entrepreneur de bâtiment et travaux publics Maire de Nort-sur-Erdre Suppléant du député Michel Hunault (1988 à 2002) |
| 1998    | 2011          | Xavier Amossé                            | PS                  | Professeur Maire (1989-2001) puis Adjoint au Maire puis Conseiller municipal de Nort-sur-Erdre                       |
| 2011    | 2015          | Jean-Luc Besnier                         | DVD puis UDI        | Professeur Adjoint au Maire de Petit-Mars                                                                            |

### Conseillers départementaux à partir de 2015
| Période élective | Période élective | Mandat | Mandat   | Identité           | Nuance | Nuance | Qualité                                       |
| ---------------- | ---------------- | ------ | -------- | ------------------ | ------ | ------ | --------------------------------------------- |
| 2015             | 2021             | 2015   | 2021     | Jean-Luc Besnier   |        | UDI    | Maire de Petit-Mars Vice-président de la CCEG |
| 2015             | 2021             | 2015   | 2021     | Anne-Marie Cordier |        | UDI    | Première Adjointe au maire de Ligné           |
| 2021             | 2028             | 2021   | en cours | Jean-Luc Besnier   |        | UDI    | Conseiller sortant                            |
| 2021             | 2028             | 2021   | en cours | Anne-Marie Cordier |        | UDI    | Conseillère sortante                          |

### Résultats détaillés

#### Élections de mars 2015
À l'issue du 1er tour des élections départementales de 2015, deux binômes sont en ballottage : Jean-Luc Besnier et Anne-Marie Cordier (Union de la Droite, 37,41 %) et Patrice Chevalier et Aïcha Metlaine (DVG, 24,17 %). Le taux de participation est de 53,5 % (17 860 votants sur 33 384 inscrits) contre 50,7 % au niveau départemental et 50,17 % au niveau national.
Au second tour, Jean-Luc Besnier et Anne-Marie Cordier (Union de la Droite) sont élus avec 58,9 % des suffrages exprimés et un taux de participation de 49,67 % (8 784 voix pour 16 583 votants et 33 384 inscrits).

#### Élections de juin 2021
Le premier tour des élections départementales de 2021 est marqué par un très faible taux de participation (33,26 % au niveau national). Dans le canton de Nort-sur-Erdre, ce taux de participation est de 31,02 % (11 489 votants sur 37 032 inscrits) contre 31,09 % au niveau départemental. À l'issue de ce premier tour, deux binômes sont en ballottage : Yves Dauvé et Laurence Guillemine (DVG, 44,23 %) et Jean-Luc Besnier et Anne-Marie Cordier (Union des démocrates et indépendants, 40,56 %).
Le second tour des élections est marqué une nouvelle fois par une abstention massive équivalente au premier tour. Les taux de participation sont de 34,36 % au niveau national, 32,4 % dans le département et 31,58 % dans le canton de Nort-sur-Erdre. Jean-Luc Besnier et Anne-Marie Cordier (Union des démocrates et indépendants) sont élus avec 50,66 % des suffrages exprimés (5 590 voix pour 11 699 votants et 37 042 inscrits),,.

### Conseillers d'arrondissement (de 1833 à 1940)
Le canton de Nort-sur-Erdre avait deux conseillers d'arrondissement.
| Période                                  | Période | Identité                                     | Étiquette                    | Qualité |
| ---------------------------------------- | ------- | -------------------------------------------- | ---------------------------- | --- |
| 1833                                     | 1839    | Prosper Coinquet père (1790-1862)            |                              | Marchand de bois de construction, propriétaire à Nantes et à Nort-sur-Erdre                                 |
| 1833                                     | 1839    | Louis Guillaume Gilbert Delaprée (1798-1843) |                              | Juge de paix, propriétaire à Port-Mulon-sur-Erdre                                                           |
| 1839                                     | 1848    | Jean François Decloux (1790-1879)            |                              | Notaire à Nort-sur-Erdre                                                                                    |
| 1839                                     | 1848    | Pierre Dupas                                 |                              | Notaire, maire de Nort-sur-Erdre                                                                            |
|                                          |         |                                              |                              | |
|                                          | 1887    | Charles Marie Gaschignard                    | Droite                       | Notaire, maire d'Héric                                                                                      |
|                                          |         |                                              |                              | |
| 1895                                     | 1910    | Georges Ganuchaud                            | Royaliste                    | Négociant en tissus à Sucé-sur-Erdre                                                                        |
| 1901                                     | 1931    | Pierre-Marie Courossé (1851-1934)            | Royaliste                    | Boulanger à Héric                                                                                           |
| 1913                                     | 1921    | Joseph Tardiveau                             | URD                          | Médecin Maire de Nort-sur-Erdre                                                                             |
| 1931                                     | 1940    | Ferdinand Hauray                             | Républicain libéral          | Cultivateur, maire d'Héric                                                                                  |
| 1931                                     | 1940    | Charles Bouju                                | Républicain libéral puis PSF | Propriétaire aux Touches                                                                                    |
| 1940                                     |         |                                              |                              | Les conseils d'arrondissement ont été suspendus par la loi du 12 octobre 1940 et n'ont jamais été réactivés |
| Les données manquantes sont à compléter. |         |                                              |                              | |

## Composition

### Composition avant 2015

Situation du canton de Nort-sur-Erdre dans le département de la Loire-Atlantique avant 2015.

Le canton regroupait six communes.
| Nom                        | Code Insee | Codepostal | Superficie (km2) | Population (dernière pop. légale) | Densité (hab./km2) |
| -------------------------- | ---------- | ---------- | ---------------- | --------------------------------- | ------------------ |
| Nort-sur-Erdre (chef-lieu) | 44110      | 44390      | 66,56            | 8 160 (2012)                      | 123                |
| Casson                     | 44027      | 44390      | 16,15            | 2 101 (2012)                      | 130                |
| Héric                      | 44073      | 44810      | 73,93            | 5 606 (2012)                      | 76                 |
| Petit-Mars                 | 44122      | 44390      | 25,97            | 3 520 (2012)                      | 136                |
| Saint-Mars-du-Désert       | 44179      | 44850      | 30,46            | 4 221 (2012)                      | 139                |
| Les Touches                | 44205      | 44390      | 35,15            | 2 415 (2012)                      | 69                 |

### Composition depuis 2015
Le canton de Nort-sur-Erdre comprend quatorze communes entières.
| Nom                                    | Code Insee | Intercommunalité      | Superficie (km2) | Population (dernière pop. légale) | Densité (hab./km2) | Modifier                                    |
| -------------------------------------- | ---------- | --------------------- | ---------------- | --------------------------------- | ------------------ | ------------------------------------------- |
| Nort-sur-Erdre (bureau centralisateur) | 44110      | CC d'Erdre et Gesvres | 66,56            | 9 448 (2022)                      | 142                | modifier les données · modifier les données |
| Casson                                 | 44027      | CC d'Erdre et Gesvres | 16,15            | 2 600 (2022)                      | 161                | modifier les données · modifier les données |
| Le Cellier                             | 44028      | CC du Pays d'Ancenis  | 35,99            | 4 011 (2022)                      | 111                | modifier les données · modifier les données |
| Héric                                  | 44073      | CC d'Erdre et Gesvres | 73,93            | 6 528 (2022)                      | 88                 | modifier les données · modifier les données |
| Joué-sur-Erdre                         | 44077      | CC du Pays d'Ancenis  | 54,53            | 2 753 (2022)                      | 50                 | modifier les données · modifier les données |
| Ligné                                  | 44082      | CC du Pays d'Ancenis  | 45,41            | 5 593 (2022)                      | 123                | modifier les données · modifier les données |
| Mouzeil                                | 44107      | CC du Pays d'Ancenis  | 18,87            | 2 004 (2022)                      | 106                | modifier les données · modifier les données |
| Notre-Dame-des-Landes                  | 44111      | CC d'Erdre et Gesvres | 37,40            | 2 335 (2022)                      | 62                 | modifier les données · modifier les données |
| Petit-Mars                             | 44122      | CC d'Erdre et Gesvres | 25,97            | 3 865 (2022)                      | 149                | modifier les données · modifier les données |
| Riaillé                                | 44144      | CC du Pays d'Ancenis  | 50,02            | 2 358 (2022)                      | 47                 | modifier les données · modifier les données |
| Saint-Mars-du-Désert                   | 44179      | CC d'Erdre et Gesvres | 30,46            | 5 435 (2022)                      | 178                | modifier les données · modifier les données |
| Teillé                                 | 44202      | CC du Pays d'Ancenis  | 28,55            | 1 820 (2022)                      | 64                 | modifier les données · modifier les données |
| Les Touches                            | 44205      | CC d'Erdre et Gesvres | 35,15            | 2 619 (2022)                      | 75                 | modifier les données · modifier les données |
| Trans-sur-Erdre                        | 44207      | CC du Pays d'Ancenis  | 22,56            | 1 124 (2022)                      | 50                 | modifier les données · modifier les données |
| Canton de Nort-sur-Erdre               | 4418       |                       | 541,55           | 52 493 (2022)                     | 97                 | modifier les données                        |

## Démographie

### Démographie avant 2015
| 1962   | 1968   | 1975   | 1982   | 1990   | 1999   | 2006   | 2007   | 2008   |
| ------ | ------ | ------ | ------ | ------ | ------ | ------ | ------ | ------ |
| 11 549 | 11 742 | 12 331 | 15 428 | 17 313 | 18 985 | 23 181 | 23 612 | 23 973 |

| 2009   | 2010   | 2011   | 2012   | - | - | - | - | - |
| ------ | ------ | ------ | ------ | - | - | - | - | - |
| 24 497 | 24 903 | 25 343 | 26 023 | - | - | - | - | - |

### Démographie depuis 2015
En 2022, le canton comptait 52 493 habitants, en évolution de +9,04 % par rapport à 2016 (Loire-Atlantique : +6,68 %, France hors Mayotte : +2,11 %).
| 2013   | 2018   | 2022   |
| ------ | ------ | ------ |
| 46 296 | 49 572 | 52 493 |